# W. D. Snodgrass
W. D. Snodgrass, celým jménem William De Witt Snodgrass, (5. ledna 1926 – 13. ledna 2009) byl americký básník a pedagog. Vyrůstal v pensylvánském městě Beaver Falls, kde po dokončení střední školy docházel také na univerzitu – Geneva College. Roku 1944 studium přerušil a nastoupil do námořnictva. Po demobilizaci v roce 1946 se vrátil ke studiu, tentokrát nastoupil na Iowskou univerzitu. V roce 1949 získal titul B.A., o dva roky později M.A. a roku 1953 M.F.A. Později vyučoval na několika univerzitách, včetně Cornellovy, Syracuské či Delawarské. Svou první báseň publikoval v roce 1951, během padesátých let vyšla řada dalších v různých časopisech. Svou první sbírku s názvem Heart's Needle vydal roku 1959. Sbírka byla oceněna Pulitzerovou cenou. Následovala řada dalších. Byl čtyřikrát ženatý. Zemřel v newyorské vesnici Erieville ve věku 83 let.